# Del Monroe
Del Monroe (Santa Bárbara, 7 de abril de 1932 – 5 de junho 2009) foi um ator norte-americano. Ficou famoso seu no papel de Kowski no filme Viagem ao Fundo do Mar (1961) e Kowalski na série de televisão baseada no mesmo. 